# Nadija Surowzowa

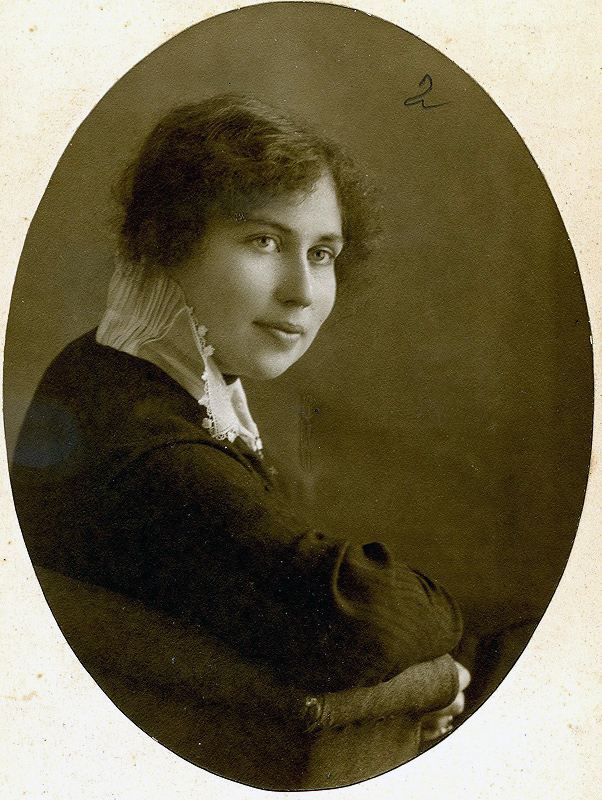
Nadija Surowzowa 1914

Nadija Witalijiwna Surowzowa (ukrainisch Надія Віталіївна Суровцова, russisch Надежда Витальевна Суровцева Nadeschda Wytaljewna Surowzewa; * 5. Märzjul. / 17. März 1896greg. in Kiew, Gouvernement Kiew, Russisches Kaiserreich; † 13. April 1985 in Uman, Oblast Tscherkassy, Ukrainische SSR) war eine ukrainisch-sowjetische Schriftstellerin, Journalistin, Historikerin, Philosophin und Übersetzerin.

## Leben
Nadija Surowzowa kam am 5. Märzjul. / 17. März 1896greg., anderen Quellen nach am 18. März als Tochter einer Rechtsanwaltsfamilie in Kiew zur Welt. 1903 wechselte die Familie ihren Wohnort nach Uman.
Nach ihrem Abitur studierte sie von 1913 bis 1917 an der Fakultät für Geschichte und Philologie der Universität in Sankt Petersburg.
Im Ersten Weltkrieg arbeitete sie, neben ihrem Studium und ihrem aktiven Engagement am ukrainischen Studentenleben, als Krankenschwester im sogenannten ukrainischen Krankenhaus in Sankt Petersburg.
Während der Russischen Revolution von 1917 wechselte sie im Herbst zur Fortsetzung ihres Studiums an die historische und juristische Fakultät an der Universität von Kiew. Während der Ukrainischen Volksrepublik gab sie in den Jahren 1917/18 fremdsprachige Publikationen des Außenministeriums heraus und arbeitete bei der Kiewer Zeitung Trybuna (Трибуна). Als Ausbilderin der ukrainischen Zentralna Rada sandte man sie in die Region Uman, wo sie zur Abgeordneten der ukrainischen Bauern-Union (Українська селянська спілка) in Uman gewählt wurde. Anschließend arbeitete sie für ein kleines Gehalt in der Abteilung für Flüchtlinge im Generalsekretariat für innere Angelegenheiten der Ukrainischen Volksrepublik unter der Leitung von Wolodymyr Wynnytschenko als Schreiber-Stenotypistin und war unmittelbar Oleksandr Schulhyn und Kostjantyn Losskyj (ukrainisch Костянтин Володимирович Лоський 1874–1933) unterstellt. Während des Hetmanats war sie Leiterin des Sekretariats des Außenministeriums, wo es zu ihren Aufgaben gehörte, die Akkreditierung von ausländischen Botschaftern und deren Treffen mit Ministern vorzubereiten.
Ende des Jahres 1918 emigrierte Nadija Surowzowa nach Österreich und absolvierte dort die philosophische Fakultät der Universität Wien. Mit der Dissertation „Bohdan Chmelnyzkyj und die Idee der ukrainischen Staatlichkeit“ wurde sie Doktor und somit die erste ukrainische Frau mit dem Titel eines Doktors der philosophischen Wissenschaften. Sie arbeitete nach ihrem Studium als Lehrerin an der Landwirtschaftlichen Akademie in Wien und engagierte sich in Frauenorganisationen, insbesondere in der Internationalen Frauenliga für Frieden und Freiheit. Für diese nahm sie als Delegierte an Kongressen in Wien, Dresden, Den Haag, Amsterdam, Paris und Washington D.C. teil.
Zudem leitete sie das Komitee Die Hungersnot in der Ukraine. In dieser Zeit übersetzte Surowzowa  außerdem die Bücher Indienfahrt von Waldemar Bonsels, The Cricket on the Hearth von Charles Dickens, Little Lord Fauntleroy von Frances Burnett und Ivanhoe von Walter Scott in die ukrainische Sprache.
Das Jahr 1924 war von einem Besuch der Vereinigten Staaten und Kanadas gekennzeichnet, während dessen sie bei zahlreichen Kundgebungen sprach. Diese Reise wurde zu einem Wendepunkt in ihrer gesellschaftspolitischen Weltanschauung. Sie ließ sich von der marxistischen Ideen begeistern und wurde so, nach ihrer Rückkehr nach Österreich, Mitglied der Kommunistischen Partei Österreichs. Gemeinsam mit Franz Koritschoner, Wilhelm Liebknecht, dem Sohn von Karl Liebknecht, und W. Kossak übersetzte sie Werke von Lenin und ukrainische Prosa von Wassyl Stefanyk und Wladimir Korolenko auf Deutsch. Des Weiteren veröffentlichte sie dutzende von Artikeln und Kurzgeschichten in linken Zeitungen sowie ein Buch mit ukrainischen Volksmärchen.
1925 ging sie die Sowjetunion. Zunächst nach Moskau und darauf folgend nach Charkow, wo sie, gemeinsam mit Mykola Baschan, Jurij Janowskyj und Oleksandr Dowschenko als Historiker bei der obersten Zensurbehörde Glawlit im Filmmanagement und bei einer Radio-Telegraphen-Agentur arbeitete. Außerdem war sie Mitarbeiterin der Forschungsabteilung für die Geschichte der Ukraine. Parallel dazu besuchte sie einen postgradualen Kurs des ukrainischen Historikers Dmytro Bahalij an der Universität Charkow.
Von der Geheimpolizei in Charkow wurde ihr 1926 wiederholt vorgeschlagen, deren Agentin zu werden und mit Bekannten von hohen Beamten zu kommunizieren, aber sie lehnte diese Angebote stets ab.
1927 wurde sie aus politischen Gründen von der GPU verhaftet und wegen polnisch-deutscher Spionage zu 5 Jahren Verbannung auf die Solowezki-Inseln verurteilt. Dort lernte sie ihren zukünftigen Ehemann Dmitry Olytsky kennen, den sie im Januar 1935 heiratete. Im November 1936, sie arbeitete zu der Zeit im Museum für regionale Geschichte in Archangelsk, verhaftete man sie abermals. Sie kam in Gefängnisse nach Wologda, Irkutsk, Wladiwostok und schließlich in einen Gulag nach Kolyma. Dort musste sie in den Gewächshäusern und im Garten der Kolyma-Forschungsstation schuften. Ihre Strafe lief zwar im November 1941 aus, jedoch wurde sie erst im Sommer 1942 entlassen, was sie zu weiterer Arbeit bei Dalstroi verpflichtete. In den folgenden Jahren arbeitete sie als Krankenschwester in einem Lagerkrankenhaus einer Mine.
Insgesamt verbrachte sie 29 Jahre in Gefängnissen, Gulags und in der Verbannung. 1957 wurde sie schließlich, dank der Zeugnisse von Mykola Baschan und Ostap Wyschnja rehabilitiert und ließ sich, zusammen mit der Schwester ihres Mannes, der Dissidentin Jekaterina Lwowna Olizkaja (Екатерина Львовна Олицкая, 1900–1974), im Haus ihres Vaters in Uman nieder. Dort arbeitete sie im Heimatkundemuseum und gab Privatunterricht in Englisch und Französisch. Außerdem leitete sie die Gesellschaft für den Schutz historischer und kultureller Denkmäler in Uman. 1958 begann sie ihre Memoiren zu schreiben. Ihr Haus entwickelte sich mit der Zeit zu einem Dissidententreffpunkt und stand unter ständiger Aufsicht der Behörden. Sie selbst neigte zunehmend der nationalen ukrainischen Befreiungsbewegung zu. 1972 wurde ihre Wohnung im Zusammenhang mit der Verhaftung von Leonid Pljuschtsch durchsucht und zwei Bände ihrer Memoiren beschlagnahmt.
In ihren letzten Lebensmonaten schwer erkrankt, starb sie 89-jährig in Uman, wo sie auch beerdigt und ihr zum Gedenken ein kleines Museum eingerichtet wurde. Ein Großteil ihres kreativen Erbes wurde bisher nicht veröffentlicht.